# Heteropoda emarginativulva
Heteropoda emarginativulva là một loài nhện trong họ Sparassidae.
Loài này thuộc chi Heteropoda. Heteropoda emarginativulva được Embrik Strand miêu tả năm 1907.